# هيربيرت كنوب
هيربيرت كنوب (بالألمانية: Herbert Knaup)‏ (و. 1956  م) هو ممثل مسرحي، وممثل أفلام، وعارض، وممثل تلفزي ألماني، ولد في زونتهوفن، بدأ مشواره المهني سنة 1978.

## جوائز
حصل على جوائز منها:
- الجائزة التلفزيونية البافارية [الإنجليزية]‏ (2010)[5]
- وسام الاستحقاق البافاري

## وصلات خارجية
- هيربيرت كنوب على موقع IMDb (الإنجليزية)
- هيربيرت كنوب على موقع مونزينجر (الألمانية)
- هيربيرت كنوب على موقع قاعدة بيانات الأفلام العربية
- هيربيرت كنوب على موقع ألو سيني (الفرنسية)
- هيربيرت كنوب على موقع ميوزك برينز (الإنجليزية)
- هيربيرت كنوب على موقع أول موفي (الإنجليزية)
- هيربيرت كنوب على موقع قاعدة بيانات الأفلام السويدية (السويدية)
- هيربيرت كنوب على موقع ديسكوغز (الإنجليزية)
- هيربيرت كنوب على موقع قاعدة بيانات الفيلم (الإنجليزية)
- هيربيرت كنوب على موقع كينوبويسك (الروسية)